# 甲 (単位)
甲（こう、ピンイン: jiǎ、閩南語: kah）は、台湾の伝統的な面積の単位である。耕地の面積（地積）を表すのに用いられる。
もとは、オランダ統治時代に導入されたオランダの面積の単位モルヘン(morgen)に由来するものである。
日本統治時代の「台湾土地調査規則」（明治31年律令第14号）において、1丈3尺（ = 13尺）を1戈（ = 約3.9394　m）とし（丈、尺は日本の尺貫法によるもの）、一辺25戈（＝325尺 = 約98.484 848 48 m ）の正方形の面積を1甲と定義した。よって1甲は、以下の値に相当する。
- 105 625（ = 325 × 325）平方尺
- 9699.265 381平方メートル
- 約0.969 926 5381ヘクタール
- 約2934.027 778坪
- 約0.978 009 259町

今日では、ヘクタールと近い（両者の差は約3.1％である。）ので、ほぼ同じ意味で使用されている。
分量単位として、分（10分の1甲）、厘（100分の1甲）、毫（1000分の1甲）、糸（10000分の1甲）も定められた。
甲の5倍にあたる「犁（拼音: lí; 白話字: lê、約4.8496 ha）」もあった。
「甲」という名称はオランダ語「akker」（英語acreと同語源）を「阿甲」と音写し、それが「甲」1字に縮められたものであるという。